# 江西消防署 (ソウル特別市)
江西消防署（カンソしょうぼうしょ）はソウル消防災難本部所属の消防署である。

## 管轄区域
- 江西区

## 沿革
- 1982年12月21日 - 永登浦消防署から分離して設置。管轄区域は江西区、九老区のうち高尺1、2洞、開峰1、2、3洞、梧柳1、2洞。
- 1988年1月1日 - 江西区から陽川区が分離したため、管轄区域が江西区、陽川区、九老区のうち高尺1、2洞、開峰1、2、3洞、梧柳1、2洞になる。
- 1992年2月2日 - 九老消防署開設に伴い、九老区高尺1、2洞、開峰1、2、3洞、梧柳1、2洞を管轄から外す。管轄区域が江西区、陽川区になる。
- 1998年7月25日 - 陽川消防署開設に伴い、陽川区を管轄から外す。管轄区域が江西区になる。

## 119安全センター
| 119安全センター     | 住所                         | 管轄区域                                                                                  |
| ------------------- | ---------------------------- | ----------------------------------------------------------------------------------------- |
| 登村119安全センター | 江西区陽川路182              | 江西区のうち塩倉洞、登村1、2、3洞、加陽3洞、禾谷6洞                                       |
| 禾谷119安全センター | 江西区カチ山路49             | 江西区のうち禾谷本洞、禾谷1洞のうち343-348、355、357-361、421-426、898-938、禾谷2、4、8洞 |
| 鉢山119安全センター | 江西区江西路329              | 江西区のうち鉢山1洞、雨装山洞、禾谷1洞（禾谷119安全センターの管轄区域を除く）禾谷3洞      |
| 傍花119安全センター | 江西区クムナンファ路26ギル10 | 江西区のうち傍花1、3洞、麻谷洞、加陽1、2洞                                                |
| 開花119安全センター | 江西区開花洞路19ギル8        | 江西区のうち空港洞、傍花2洞、果海洞、五谷洞、五釗洞、開花洞                               |